# Château de Dartmouth
Le château de Dartmouth est un des deux châteaux (l'autre étant le château de Kingswear) qui se trouve à l'embouchure du Dart, dans le Devon au sud-ouest de l'Angleterre.
Une première fortification est construite en 1388 sous la direction de John Hawley. L'actuelle tour est la plus ancienne fortification anglaise spécialement construite pour supporter des canons. Elle est construite entre 1481 et 1495. Des ajouts, comme la plate-forme à l'air libre, sont datés du XVIe siècle sous le règne d'Henri VIII puis au XVIIe siècle pour s'adapter aux nouvelles technologies militaires.
Pendant la guerre civile, il est assiégé pendant un mois et pris par les royalistes qui effectuent des travaux de terrassements pour protéger son accès terrestre. Après cette occupation de trois ans, il est attaqué et repris par les parlementaires en 1646.
Il continue d'être utilisé comme un fort jusqu'au XIXe siècle où il n’accueille plus que 5 canons. La batterie de canons du XIXe siècle constitue la plus grande part des structures encore en place. le fort a retrouvé une fonction militaire pendant les deux guerres mondiales, notamment dans les préparations du jour J.
Le château est constitué de deux tours jumelles, une ronde et une carrée et des murs environnants qui dominent de très près le bord de l'eau.
Une église est adjacente à l'enceinte du château qui appartient aujourd'hui à l'English Heritage.

## Sources
- (en) Cet article est partiellement ou en totalité issu de l’article de Wikipédia en anglais intitulé « Dartmouth Castle » (voir la liste des auteurs).